# Qbric
Qbric（キューブリック）は、1990年代後半から2000年代初頭に発売されたソニーのマイクロコンポのブランド名である。

## 主な機種
- CMT-M1
  - 1995年発売の初代モデル[1]。
  - フロントパネルがCDジャケットサイズのコンパクトボディを実現した。
  - CDレシーバーとMDデッキの2BOX構成で、カセットデッキはオプションで対応。
  - CDレシーバーとカセットデッキの2BOX構成のCMT-T11も発売された。

- CMT-M11C
  - 1996年発売[2]。
  - 3CDチェンジャーとMDデッキを搭載。
  - MDレシーバーと3CDチェンジャーの2BOX構成。カセットデッキはオプションとなっている。

- CMT-101
  - 1997年発売[3]。
  - 基本セットはCDレシーバー部とスピーカーのみで、MDデッキとカセットデッキはオプションである。
  - CD・MD・カセット全てでスロットイン方式を採用。

- CMT-C5
  - 2001年発売[4]。
  - アンプ・CD・MD・チューナーを1BOXに搭載。
  - 倍速ダビング・MDLP・PC接続にも対応。

- CMT-C7NT
  - 2001年発売。
  - NetMDに対応。他の機能はCMT-C5に準ずる。